# 威廉·透纳
約瑟夫·马洛德·威廉·透纳（英語：Joseph Mallord William Turner，1775年4月23日—1851年12月19日；又译透納、泰納），是英國浪漫主義時期的畫家、版畫家與水彩畫家。他以富有表現力的用色、風景畫及海洋藝術而聞名。他的藝術風格隨著時間不斷演變，逐漸遠離浪漫主義，並跳過當時興起的寫實主義風格，最終在晚期作品中預示了印象派與抽象藝術的出現，這些運動在他逝世後的幾十年間逐漸興盛。他一生留下超過550幅油畫、2,000幅水彩畫與30,000件紙上作品。自1840年起，他受到藝術評論家约翰·拉斯金的極力推崇，今日則被廣泛認為是將風景畫提升至與歷史畫齊名地位的重要藝術家。
透納出生於倫敦考文特花園的少女巷，來自一個中下階層家庭。他一生保留著該階層特有的口音，並刻意避開成名後所帶來的光環與社交圈。1789年，透納進入英国皇家艺术学院學習，15歲時便首次在該學院展出作品。此期間，他也曾擔任建築繪圖員。透納靠接受委託和銷售作品維持穩定收入，但因性格孤僻反叛，對賣畫常感不情願。1804年，他開設自己的畫廊，並於1807年至1828年間擔任皇家藝術學院的透視學教授。自1802年起，他多次周遊歐洲，每次旅行都帶回大量素描本。
透納性格內向、古怪且特立獨行，一生都飽受爭議。他未曾結婚，卻與寡婦莎拉·丹比（Sarah Danby）育有兩名女兒：艾薇琳娜（1801–1874年）與喬治安娜（1811–1843年）。1829年父親去世後，他變得越發悲觀、憂鬱，畫廊逐漸荒廢，而畫作風格則更加激烈。1841年，他曾划船到泰晤士河中，只為了避免在當年的人口普查中被登記在任何住址。從1845年起，他生活在極度貧困與健康惡化的狀態中，最終於1851年在倫敦去世，享壽76歲。他長眠於倫敦聖保羅大教堂。

## 生平

### 早年

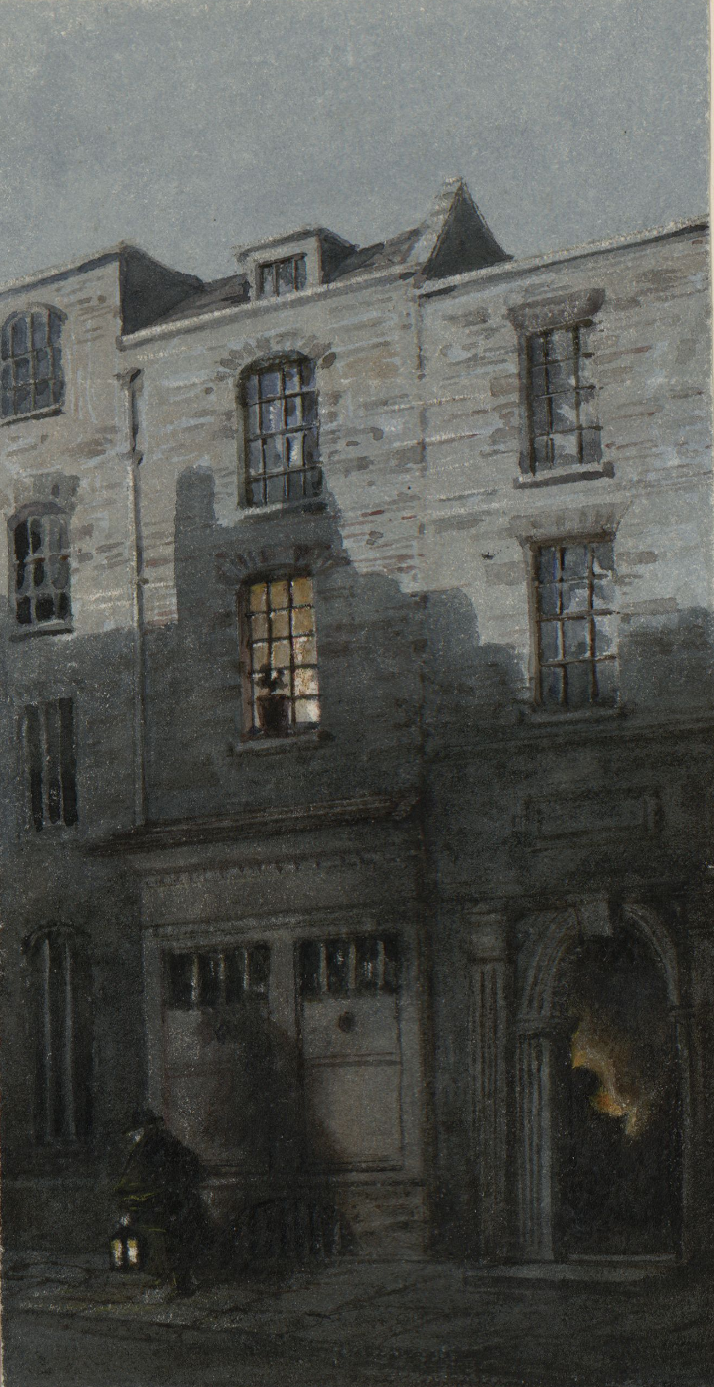
透納出生的房屋，位於少女巷，攝於約1850年代

關於透納的出生地點與出生日期，學界仍存一些爭議。據稱他曾說過自己與拿破崙和威靈頓公爵同年出生，若依此推算，透納的出生年份應為1769年。此外，有作家（如賽勒斯·雷丁）曾聲稱，透納自述自己年幼時曾從德文郡來到倫敦。事實上，透納的父親威廉·透納（William Turner，1745年–1829年）約於1770年從德文郡南莫尔顿遷居倫敦。
根據官方紀錄，透納於1775年4月23日出生，並於5月14日接受洗禮。他出生於倫敦考文特花園的少女巷。他的父親是一名理发师兼假髮製造師，母親瑪麗·馬歇爾（Mary Marshall）則出身於屠夫家庭。透納有一名妹妹瑪麗·安（Mary Ann），生於1778年9月，但於1783年8月早逝。透納的母親自1785年起出現精神失常的跡象，並於1799年被送入位於舊街（Old Street）的聖路加精神病院。1800年，她被轉送至貝德拉姆醫院，並於1804年在那裡去世。 透納於此期間被送往母親的兄弟約瑟夫·馬洛德·威廉·馬歇爾（Joseph Mallord William Marshall）處生活，他是一名肉販，住在倫敦西郊泰晤士河畔的小鎮賓福特，透納在那裡上學。最早可知的透納繪畫習作即出自這段時期，當時他為亨利·博斯韋爾（Henry Boswell）所著《英格蘭與威爾士古蹟風景畫》中的雕版插圖進行簡單上色。
約於1786年，透納被送往位於肯特郡東北海岸的马盖特。他在當地創作了一系列描繪城鎮及周邊地區的素描，預示了他後來的藝術風格。此時，透納的素描作品已開始在他父親的店面櫥窗中展示，並以數先令價格出售。他父親曾向畫家湯馬士·斯托薩誇口說：「先生，我兒子將來會成為畫家。」1789年，透納再次與已退休並定居在薩寧韋爾（今屬牛津郡）的舅舅同住。現存一整本當時在伯克郡創作的素描本，以及一幅牛津的水彩畫。透納在現場以鉛筆速寫作為日後創作成品的基礎，這種工作方式成為他整個職業生涯的創作核心。
透納早期的素描多為建築研究或透視法練習。他年輕時曾為多位建築師工作，包括湯馬士·哈德威克、詹姆斯·懷亞特及老約瑟夫·博諾米。1789年底，他也開始向擅長倫敦景觀畫的測繪學繪圖師托馬斯·莫頓（Thomas Malton）學習。透納從莫頓那裡學到行業的基本技巧，包括臨摹與上色英國城堡和修道院的線描印刷圖。他後來曾說莫頓是「我真正的老師」。地貌繪畫當時是一項興盛產業，足以讓年輕藝術家支付學費。

### 職業

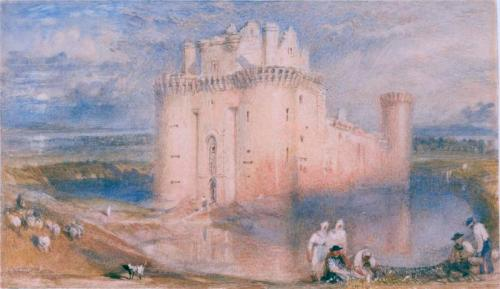
《凱爾拉維洛克城堡》（約1832年），現藏於亞伯丁檔案館、藝廊與博物館

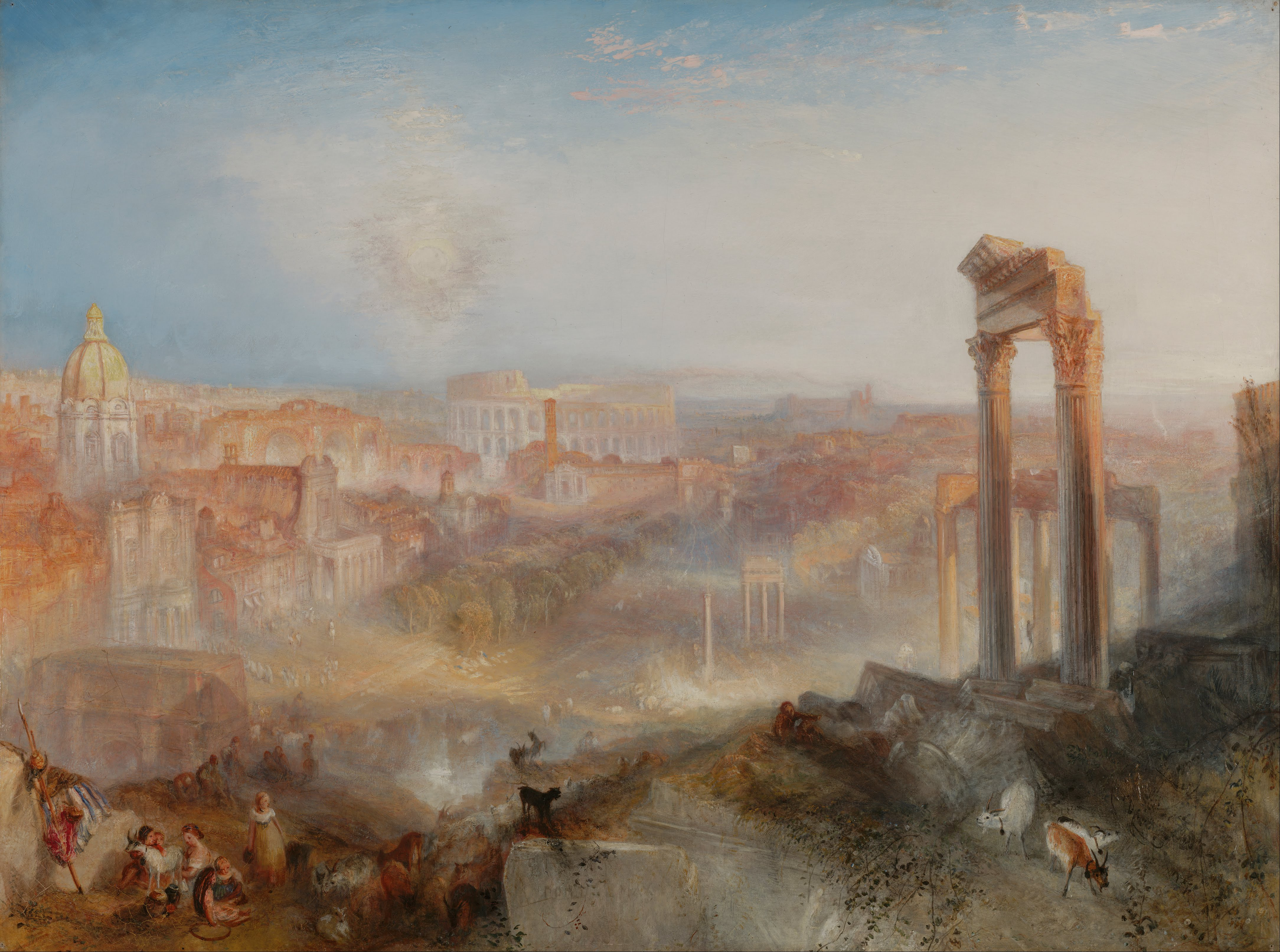
《現代羅馬——牛市廣場》，1839年

1789年，透纳於14歲時進入皇家艺术学院，一年後由約書亞·雷諾茲正式接納為學員。他早期對建築表現出濃厚興趣，但在哈德威克（Hardwick）的建議下轉而專注於繪畫。他的首幅水彩畫作品《蘭貝斯大主教宮殿一景》（A View of the Archbishop's Palace, Lambeth）於1790年、15歲時入選皇家艺术学院夏季展览。
作為學院見習生，透納受訓於石膏像素描課程，臨摹古代雕塑。自1790年7月至1793年10月，他的名字在學院登記簿中出現超過百次。1792年6月，他獲准參加人體寫生課，學習描繪裸體模特兒。
透納每年都在學院展出水彩作品；冬季潛心創作，夏季則廣泛遊歷英國，尤以威爾斯為重，留下大量素描以備日後發展為習作與水彩畫。他特別關注建築題材，發揮了其繪圖技藝。1793年，他展出了一幅名為《暴風初起，熱井》的油畫作品（該作直至2024年才重新發現），此畫預示了他日後對氣候效果的描繪。英國作家彼得·康寧漢在透納的訃聞中寫道，該畫「被識者視為一項高尚的嘗試，意圖將風景畫自平庸乏味中提升出來……[它]首次展現出那種後來廣受讚譽的氣氛掌控力。」

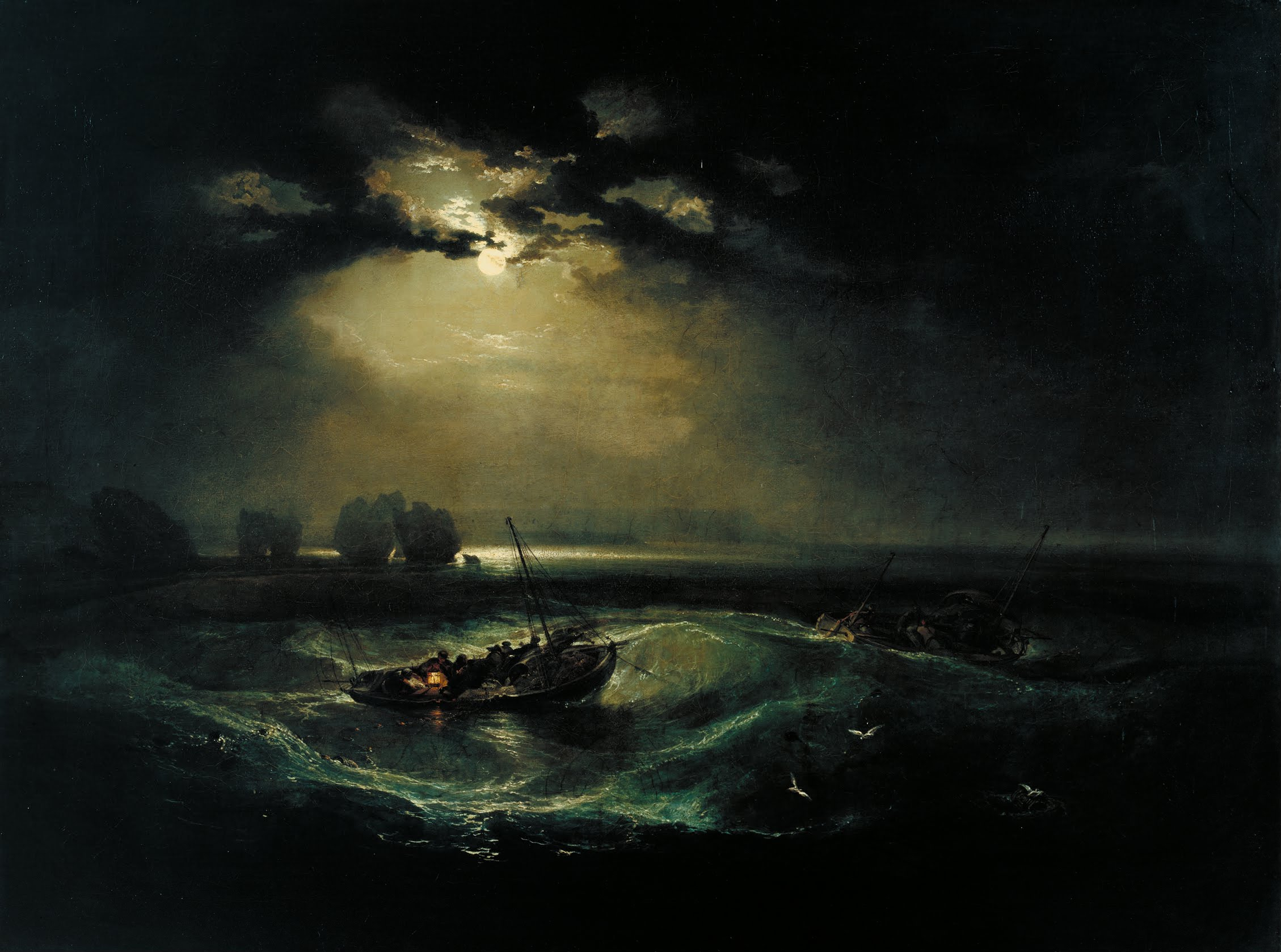
《海上漁夫》，1796年展出，透納首幅於皇家藝術學院展出的油畫

1796年，透納展出作品《海上漁夫》，描繪月光照耀下威特島尼德爾斯海域的夜景，一群船隻在險境中航行。藝術史家威爾頓（Wilton）認為這幅作品是「對18世紀藝術家所描繪海洋景致的總結」，並深受如克洛德·约瑟夫·韦尔内、菲利普·詹姆斯·德·盧塞布爾、彼得·莫納米及法蘭西斯·斯韋恩等畫家的影響，後者尤以描繪月夜海景聞名。這幅畫廣受當時評論界讚賞，奠定了透納作為油畫家與海景畫家的聲譽。

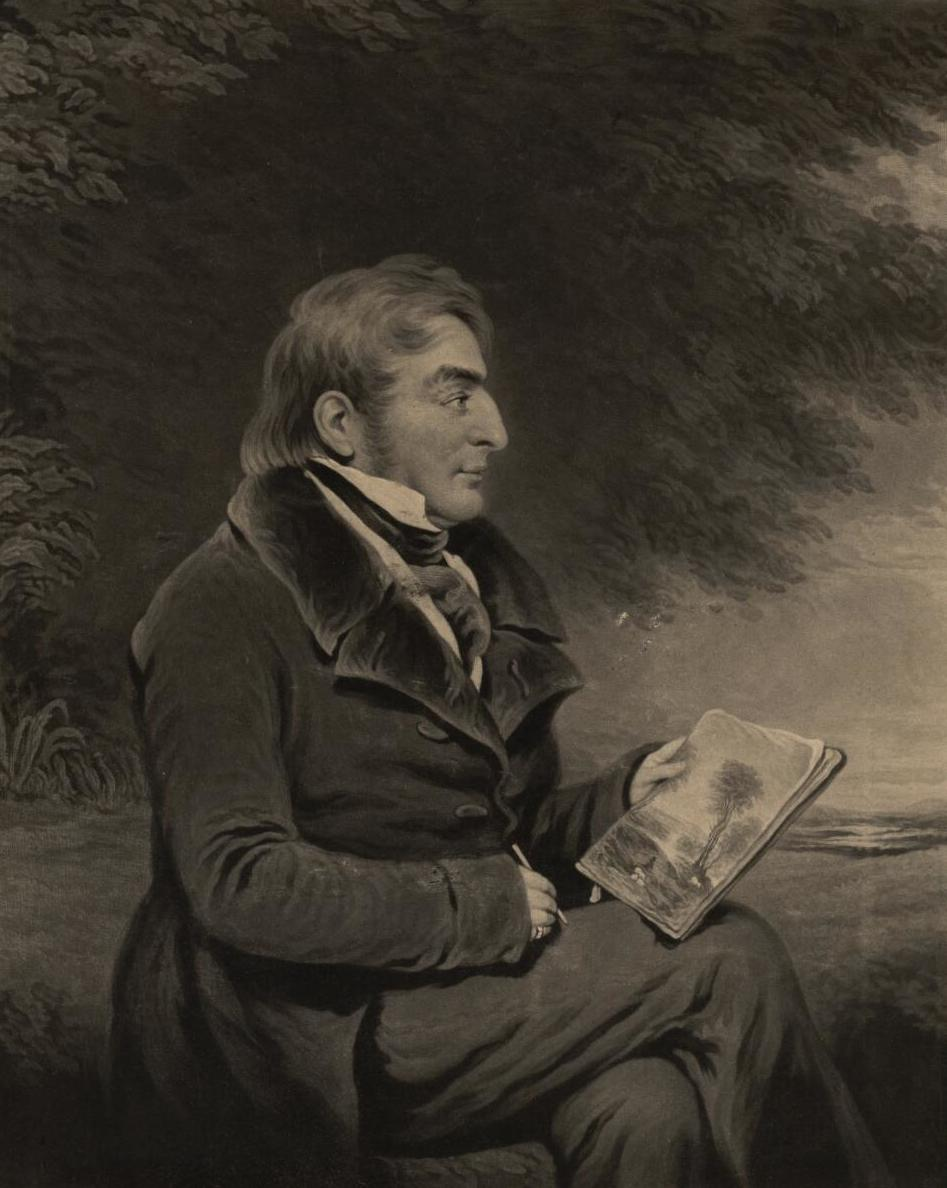
查爾斯·透納 (雕刻家)，約1840年，透納為著名畫作〈墨丘利與阿耳戈斯〉構圖》〈1836年展出〉

1802年起，透納開始廣泛遊歷歐洲，首先前往法國與瑞士，同年於巴黎羅浮宮研習藝術。他多次造訪威尼斯。對透納作品給予重要支持的包括約克郡奧特利附近法恩利莊園的沃爾特·拉姆斯登·福克斯，後來成為他的摯友。1797年，22歲的透納首次造訪奧特利，當時受託創作該地區的水彩畫。他深深被當地風光吸引，終其一生不斷重返該地。據傳，《雪中風暴：漢尼拔軍隊穿越阿爾卑斯山》一作中的暴風景象即源自他在法恩利莊園期間，於奧特利奇文山脊上空所見的風暴。
透納亦是第三代埃格雷蒙特伯爵喬治·溫德姆於西薩塞克斯佩特沃斯府的常客。埃格雷蒙特資助透納創作該莊園及周邊薩塞克斯鄉村風光的畫作，包括奇切斯特運河景觀。佩特沃斯府至今仍收藏透納的20幅畫作，是除泰特美術館外最多透納作品的館藏地。

### 晚年
隨著年齡漸長，透納變得愈發古怪。他與人交往不多，唯一親近的是與他同住三十年的父親，父親亦是他的畫室助手。1829年父親去世後，透納深受打擊，之後常陷入憂鬱。他終身未婚，但曾與年長寡婦、亦為其管家的莎拉·丹比（Sarah Danby）維持關係。一般認為，透納是她兩個女兒——艾薇琳娜·杜普伊（Evelina Dupuis，1801–1874）與喬治安娜·湯普森（Georgiana Thompson，1811–1843）——的生父。

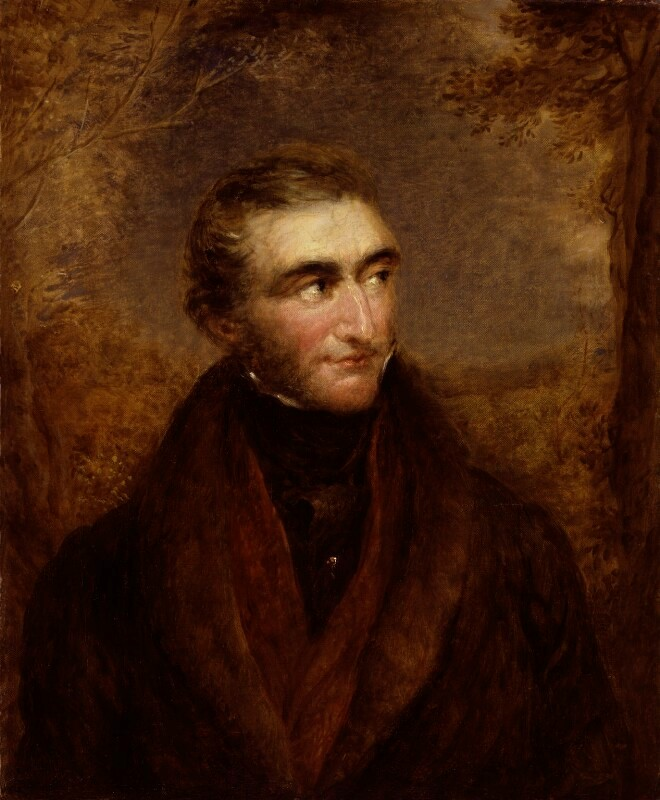
透納肖像，1838年，由約翰·林內爾 (畫家)憑記憶繪製

透納晚年與蘇菲亞·卡羅琳·布斯（Sophia Caroline Booth，1798–1875）發展關係，後者在第二任丈夫去世後收留透納。自1846年起，透納以「布斯先生」（Mr Booth）或「布斯上將」（Admiral Booth）之名，居住在她位於倫敦車路士戴維斯街6號（今切爾西長堤）的住處，直至1851年12月去世。
透納習慣使用鼻煙；1838年，法國國王路易-菲利普一世曾贈予他一只金製鼻烟壶。另有兩只鼻煙盒：一只為瑪瑙與銀製，刻有透納名字，另一只為木製，與其眼鏡、放大鏡與名片盒一同由一位住家女傭保存。
透納曾與藝術家愛德華·托馬斯·丹尼爾建立一段短暫卻深刻的友誼。畫家大衛·羅伯茨曾寫道：「他崇拜透納，當我和其他人還在懷疑時。他教會我欣賞透納之美並分辨與他人之異……這位老畫家對這位年輕牧師確實懷有一份深切的個人情感，我懷疑他是否曾對其他人有過如此情誼。」丹尼爾或許在透納失去父親與友人後，為他帶來心靈慰藉，也「平息了這位天性多思的老人面對老年將至的恐懼」。丹尼爾後來於吕基亚去世，年僅38歲，透納事後對羅伯茨表示，他再也不會與他人建立這樣的情誼。
在前往中東前，丹尼爾委託約翰·林內爾為透納繪製肖像。透納此前一向拒絕為畫家坐像，因此很難說服他接受畫像。丹尼爾將兩人安排在晚餐時相對而坐，讓林內爾得以觀察透納神情，憑記憶繪製其肖像。

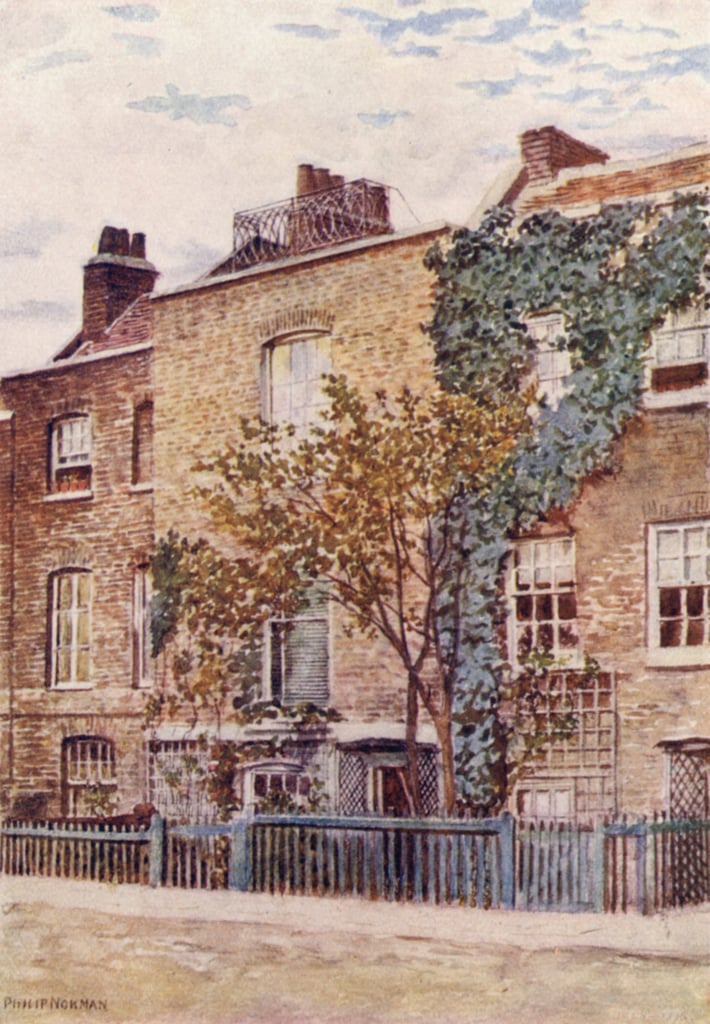
透納晚年居所，切爾西切恩長堤，1887年，由菲利普·諾曼 (藝術家)繪製

透納於1851年12月19日，在切爾西切恩長堤的蘇菲亞·卡羅琳·布斯家中逝世，死因為霍亂。他安葬於聖保羅大教堂，長眠於畫家約書亞·雷諾茲之側。據傳，他臨終遺言為：「太陽（或‘聖子’）就是上帝。」但此說法或為傳聞。
透納的好友、建築師菲利普·哈德威克，亦是他早年導師之子負責安排葬禮。其他遺囑執行人包括他的表親與葬禮主喪亨利·哈普爾四世（西敏醫院（現切爾西與西敏醫院）的資助者）、亨利·斯科特·特里默牧師、皇家藝術學院院士喬治·瓊斯，以及查爾斯·透納。

## 作品

### 風格

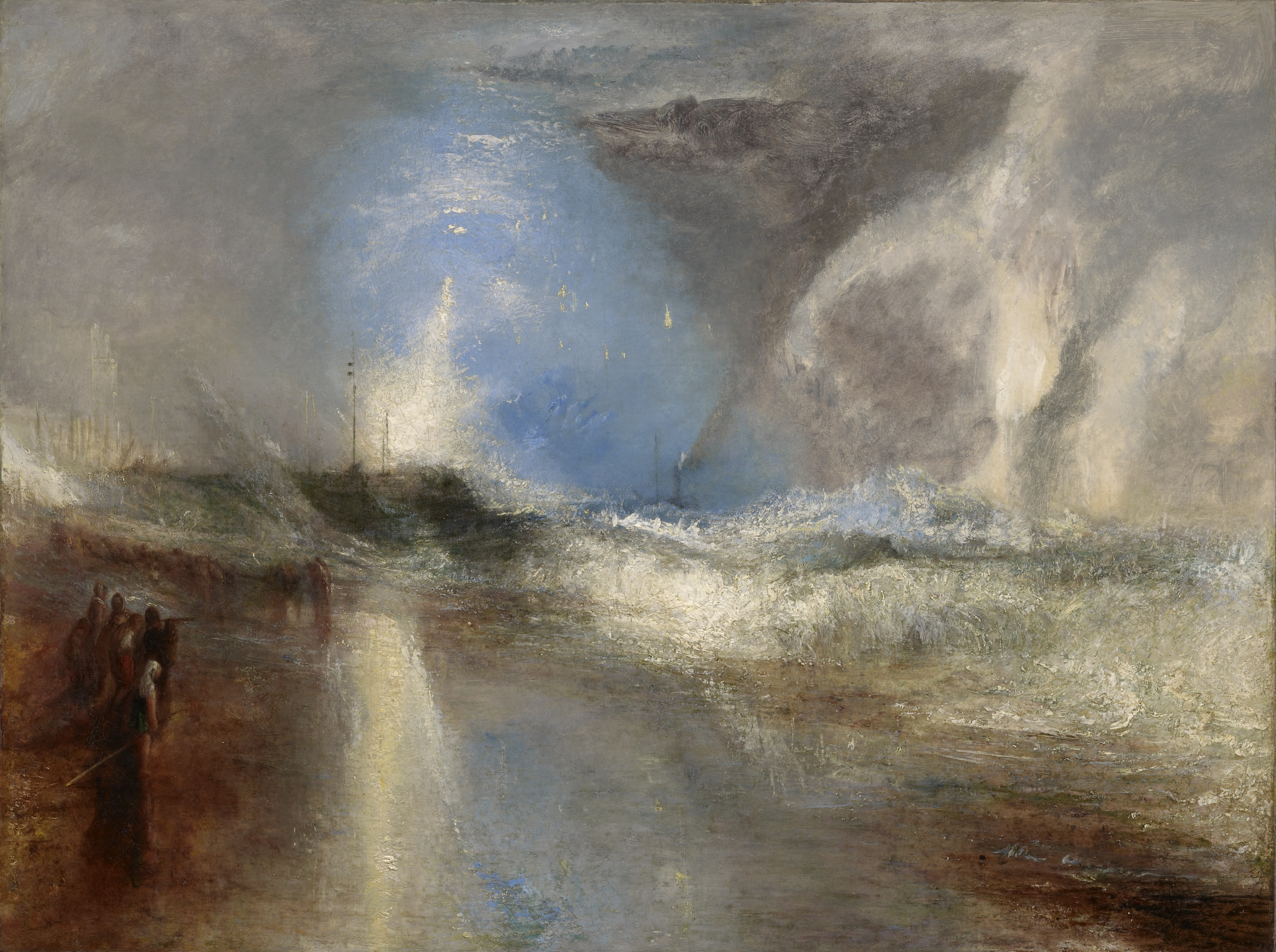
《信號彈與藍燈（近岸）以警告蒸汽船淺水區》，1840年，克拉克艺术中心典藏。

透納的才華自幼即獲得肯定。經濟上的獨立使他能自由探索創新，他成熟時期的作品以鮮明的色彩運用與大筆揮灑的氣氛處理為特色。根據大衛·派柏在《圖解藝術史》一書中的描述，他後期的畫作常被稱為「奇幻的謎題」。英國藝術評論家约翰·拉斯金讚譽透納為最能「激動人心並真實描繪自然情緒」的藝術家。
透納的創作靈感來自船難、火災（包括1834年他親眼目睹的议会大火，並以一系列水彩速寫記錄）、以及陽光、暴風、雨霧等自然現象。他深受大海狂暴力量吸引，這點在1840年皇家藝術學院展覽中尤為明顯：他的《奴隸船》與《信號彈與藍燈（近岸）以警告蒸汽船淺水區》首次展出，皆以激烈海象為主題。2003年，克拉克艺术中心舉辦的展覽指出，這兩幅畫在主題與尺寸上的相似性，顯示它們可能為一對對應作品。
不過，透納的作品亦曾遭同時代人批評。1840年皇家藝術學院展覽的一篇匿名評論（後被證實為約翰·伊格爾斯所寫）稱其畫作為「荒唐誇張，玷污展覽的名聲」。皇家藝術學院畫家第七代喬治·博蒙特爵士更斥之為「一團模糊」。
透納在版畫領域的重要成就是《習作集》（Liber Studiorum，意即「研究之書」），從1806年至1819年間創作共70幅版畫。此集為他對風景畫藝術理念的展現，靈感部分來自克洛德·洛兰的《真理之書》，後者為其畫作的草圖集，並曾在德文郡宮出版複製版而大獲成功。透納也希望其版畫廣為流傳，並依內容分類為六種類型：海景、山景、田園、歷史、建築，以及崇高田園或史詩田園。版畫製作是透納創作的重要組成之一，美國萨拉索塔的「透納博物館」即以收藏其版畫為宗旨，由道格拉斯·蒙特羅斯-格雷姆於1974年創立。
透納早期的作品，如《丁特恩修道院》（1795年），忠實呈現英國傳統風景畫風格。而在《雪中風暴：漢尼拔軍隊穿越阿爾卑斯山》（1812年）中，對大自然破壞力的強烈表現已初現端倪。他獨特的繪畫風格將水彩技法應用於油畫，創造出輕盈流動、富含空氣感的光影效果。
透納晚年創作中，油彩運用愈發透明，作品近乎純粹呈現光本身，以閃爍色彩營造氣氛。他成熟風格的代表作之一為《雨、蒸氣與速度——大西部鐵路》，畫中物體幾乎無法辨識。他對色彩飽和度與短暫光線的執著，不僅讓他在英國畫壇居於領先地位，也對法國藝術產生深遠影響。印象派，尤其是克勞德·莫內曾細緻研究透納的技法。他也被普遍認為是抽象畫的先驅之一。
1816年，因坦博拉火山爆發造成大氣中火山灰濃度異常，該年被稱為「無夏之年」，日落景色異常壯觀，成為透納部分畫作的靈感來源。约翰·拉斯金曾指出，透納早期贊助人、貝德拉姆醫院主治醫師、藏家與業餘畫家托馬斯·門羅對他風格的影響深遠：
他真正的老師是門羅博士；他在門羅的實際指導下，學習了簡潔而明智的水彩技法，與好友托马斯·吉尔丁一同切磋，使他的藝術潛能穩定發展；而這份潛能本身的偉大，實難以估量。
透納與多位年輕藝術家常聚於門羅位於倫敦的宅邸，臨摹當時主要地貌繪圖師的作品，精進素描技巧。然而，門羅所藏{{Link-en|約翰·羅伯特·柯曾斯｜John Robert Cozens』』的水彩畫，其奇異的氣氛與光影效果遠超當時常見的工整地形描繪。柯曾斯描繪阿爾卑斯山的莊嚴景象，對年輕的透納產生極大啟發，讓他認識到水彩媒材能夠傳達情感氛圍，而非僅僅再現地貌資訊。

### 材料
透納在顏料選用上實驗性極強。他使用如胭脂紅等不耐久的配方，即便當時專家建議應使用更穩定的色料也未聽從。因此，許多作品的色彩如今已經褪色。魯斯金曾批評透納作品的退色速度驚人；但透納對後世評價漠不關心，總選用在剛塗上時視覺效果最佳的材料。至1930年代，人們已對他部分油畫與水彩作品褪色的問題表示擔憂。

## 作品
- 《多佛的漁夫小屋》（Fisherman's Cottage, Dover），1790年，耶鲁大学英国艺术中心典藏
- 《米诺陶战舰的倾覆》，1793年
- 《從劍河岸眺望克萊爾學院與國王學院教堂》（Clare Hall and King’s College Chapel, Cambridge, from the Banks of the River Cam），1793年，水彩畫，耶魯大學英國藝術中心典藏
- 《釣客》（The Angler），1794年，耶魯大學英國藝術中心典藏
- 《康伯蘭康尼斯頓群峰之晨（英语：Morning amongst the Coniston Fells, Cumberland）》，1798年，泰特不列颠美术馆典藏
- 《風暴中的荷蘭船（英语：Dutch Boats in a Gale）》，1801年，油畫
- 《加來碼頭（英语：Calais Pier）》，1803年，油畫，國家美術館典藏
- 《從格林威治公園遠眺倫敦（英语：London from Greenwich Park）》，1809年，油畫，泰特不列顛美術館典藏
- 《康瓦爾索爾塔什的水上渡輪（英语：Saltash with the Water Ferry）》，1811年，油畫，大都會藝術博物館典藏
- 《風雪：漢尼拔率軍翻越阿爾卑斯山（英语：Snow Storm: Hannibal and his Army Crossing the Alps）》，1812年，油畫，泰特不列顛美術館典藏
- 《常青藤桥》，1813年）
- 《多特或多德雷赫特：來自鹿特丹的多特郵船無風可行（英语：Dort or Dordrecht: The Dort packet-boat from Rotterdam becalmed）》，1818年，油畫，耶魯大學英國藝術中心典藏
- 《滑鐵盧戰場（英语：The Field of Waterloo (painting)）》，1818年，泰特不列顛美術館典藏
- 《科隆：郵船黃昏抵達（英语：Cologne, the Arrival of a Packet Boat in the Evening）》，1826年，弗里克收藏館典藏
- 《威尼斯：稅關與聖喬治馬焦雷教堂（英语：Venice: The Dogana and San Giorgio Maggiore）》，約1834年，美國國家美術館典藏
- 《1834年10月16日國會大廈火災》（The Burning of the Houses of Lords and Commons, 16 October 1834），油畫，克里夫蘭藝術博物館典藏
- 《1834年10月16日國會大廈火災》，約1835年，油畫，費城藝術博物館典藏
- 《諾森伯蘭海岸的搶救者》（Wreckers Coast of Northumberland），約1836年，油畫，耶魯大學英國藝術中心典藏
- 《奧斯塔山谷：雪暴、雪崩與雷暴》（Valley of Aosta: Snowstorm, Avalanche and Thunderstorm），1836–37年，油畫，芝加哥藝術博物館典藏
- 《勇莽號戰艦最後的航行》（The Fighting Temeraire tugged to her last berth to be broken up），1838年，油畫，國家美術館典藏
- 《奴隸船》，1840年，油畫，波士頓美術館典藏
- 《風雪：港口口外的蒸汽船（英语：Snow Storm: Steam-Boat off a Harbour's Mouth）》，約1842年，油畫，泰特不列顛美術館典藏
- 《洪水之夕》（The Evening of the Deluge），約1843年，美國國家美術館典藏
- 《雨、蒸氣與速度——大西部鐵路》，1844年，油畫，英國國家美術館典藏
- 《諾勒姆城堡，日出（英语：Norham_Castle,_Sunrise）》，約1845年，油畫，泰特不列顛美術館典藏
- 《沉船浮標》（The Wreck Buoy），約1849年，薩德利別墅（英语：Sudley House）典藏
- 《艦隊出航（英语：The Departure of the Fleet）》，1850年，國家美術館典藏

## 影響
透納生前留下了一筆小型遺產，他希望這筆資金能用以資助他所稱的「破產畫家」。他原計劃在倫敦西部的特威克納姆設立一所慈善院，並附設畫廊以展示自己的作品。然而，其遺囑遭到親屬質疑，最終在1856年經法院裁定後，他的幾位堂兄弟（包括托馬斯·普萊斯·透納）分得部分遺產。另一部分資金則撥交給皇家藝術學院，該學院偶爾會以「透納獎章」表彰優秀學生。透納的完成畫作則捐贈予英國國家，並希望能為這批作品設立一座專門畫廊。然而，因場地選址產生分歧，畫廊最終未能實現。透納逝世22年後，英國國會通過法案，允許這些作品出借至倫敦以外的博物館展出，自此開啟原應集中保存之作品的分散命運。
在收藏透納作品者中，亨利·沃恩是最重要的一位。他於1899年辭世時，擁有逾百幅透納的水彩畫與素描，以及數量相當的版畫，幾乎涵蓋透納所有類型的紙上作品，包括早期地形素描、氣氛濃厚的風景水彩、色彩習作、文學插圖與展覽巨作。其中包括近百張《習作集》的試印版與23幅相關素描，是至今最完整體現透納六十年藝術生涯的想像力與技術演進的收藏。沃恩將大部分藏品遺贈予英國與愛爾蘭各地的公立畫廊與博物館，並附帶條件：透納水彩畫收藏「必須同時完整展出、免費對外開放，且僅限每年一月展覽」。此舉在當時展現了對保存條件的罕見重視。
1910年，透納遺贈中的未完成畫作與素描被移至英國國家藝術畫廊（今泰特不列顛）的「杜文透納廳」。1987年，泰特畫廊新建克洛爾畫廊，專門典藏透納遺贈。不過，部分重要作品仍存放於國家畫廊，違背透納「集中展示」的初衷。如今，這些畫作日益頻繁外借國際，也進一步偏離透納希望「永久於專設畫廊展出」的遺願。
巴特西圣玛利亚堂於1976至1982年間設置一扇彩繪玻璃窗以紀念透納。 聖保羅大教堂、皇家藝術學院與維多利亞與亞伯特博物館也均設有紀念他的雕像。謝菲爾德博物館與藝廊館藏一幅由科尼利厄斯·瓦利（Cornelius Varley）以其自製的投影望遠鏡為透納繪製的肖像。2009至2010年間，該畫像曾由鄧迪大學的凱莉·弗里曼（Kelly Freeman）與收藏於[國家肖像館]]的透納死亡面具比對，以確認其真實性。西敏市則於1999年6月2日，在透納位於考文特花園梅登巷21號的出生地設立紀念銘牌。
1975年，塞爾比·惠廷漢（Selby Whittingham）在倫敦與曼徹斯特創立「透納協會」，曾支持泰特畫廊設立克洛爾廳以解決透納遺贈收藏爭議。然而，惠廷漢後來辭職，另創「獨立透納協會」。1984年，泰特畫廊設立年度藝術大獎「透納獎」，以紀念透納的藝術成就。20年後，皇家水彩畫家學會與溫莎牛頓合作設立「透納水彩畫獎」。2003年11月7日至2004年2月8日，伯明翰博物館和美術館舉辦大型展覽《透納的英國》，展出來自世界各地的珍稀作品，包括《勇莽號戰艦。2005年，該畫作在BBC舉辦的全國票選活動中，被選為「英國最偉大的畫作」。

### 流行文化
1974年，由麥可·達洛執導、泰晤士電視製作的電視劇《太陽即神》（The Sun Is God）中，李歐·麥肯飾演透納。該節目於1974年12月17日，在倫敦舉辦的透納雙百周年紀念展期間播出。
英國導演麥克·李編寫並執導了《特纳先生》，描繪透納晚年的生平，於2014年上映。由蒂莫西·斯波飾演透納，其他演員包括多蘿西·阿特金森、馬里恩·貝利與保羅·傑森。該片在2014年坎城影展競賽單元首映，斯波並因此榮獲最佳男演員獎。
英格蘭銀行亦於2019年宣布，透納的肖像（背景為《勇莽號戰艦》將自2020年起印製於新版20鎊鈔票上，該版本為首張以聚合物印製的20鎊鈔票。 該鈔票於2020年2月20日正式發行流通。

## 註解
1. ↑  透納曾宣稱自己出生於1775年4月23日，這一天同時是圣乔治节及傳說中威廉·莎士比亞的誕辰，但此說法尚無確實證據支持。[6]目前唯一可查證的日期是5月14日的洗禮紀錄。由於當時嬰兒死亡率較高，學者普遍認為嬰兒出生後會迅速受洗，因此部分研究者對4月23日出生日期持保留態度。[7]

### 引用來源
- 安東尼·貝利（英语：Anthony Bailey (author)）. . London: Pimlico. 1998. ISBN 0-7126-6604-4.
- Finberg, A. J. . Oxford: Oxford University Press. 1961 [1939].
- Hamilton, James. . New York: Random House. 2007. ISBN 978-0-8129-6791-3.
- Harrison, Colin. . Oxford: Ashmolean Museum. 2000.
- Hill, David. . Jeremy Mills Publishing. 2008.
- 法蘭妮·莫伊爾（英语：Franny Moyle）. . Penguin/Random House. 2016. ISBN 978-0-241-96456-9.
- Warburton, Stanley. . Lytham St Annes: Stanley Warburton. 2008.
- 塞爾比·惠廷厄姆. . London: J. M. W. Turner, R.A., Publications. 1993–1996.
- Wilton, Andrew.  revised. London: Thames & Hudson. 2006. ISBN 978-0-500-23830-1.

### 書籍參考
- 彼得·阿克羅伊德（英语：Peter Ackroyd）. . Ackroyd's Brief Lives. New York: Nan A. Talese. 2005. ISBN 0-385-50798-4.
- Barker, Elizabeth E. . Heilbrunn Timeline of Art History. The Metropolitan Museum of Art. October 2004.
- Bockemühl, Michael. . Köln: Taschen. 2015 [1991]. ISBN 978-3-8228-6325-1.
- Hamilton, James. . London: Tate Publishing. 1998. ISBN 978-1-85437-255-0.
- Joll, Evelyn; Butlin, Martin; Herrmann, Luke (编). . Oxford: Oxford Univ. Press. 2001. ISBN 0-19-860025-9.
- 傑克·林賽（英语：Jack Lindsay）. . 格林尼治: New York Graphic Society. 1966  [27 March 2025]. "Mr. Lindsay’s very readable biography does make of him (for the first time) a credible human being."[1]
- Singh, Iona. . . Winchester, UK; Washington, DC: Zero Books. 2012: 129–152. ISBN 978-1-78099-629-5.
- Townsend, Joyce. . London: Tate Publishing. 1993  [March 27, 2025]. ISBN 978-1-85437-202-4. Catalogue of a 1993 exhibit at the Tate Gallery (now 泰特不列顛).
- Venning, Barry. . Berlin: Phaidon Verlag GmbH. 2003. ISBN 0-7148-3988-4.
- Wallace, Robert K. . The University of Georgia Press. 1992. ISBN 0-8203-1366-1. "Wallace explores the stylistic and aesthetic affinities of English landscape painter J. M. W. Turner (1775-1851) and American novelist 赫爾曼·梅爾維爾, establishing Turner as a decisive influence on the creation of Melville's Moby-Dick". (Quotation from dust jacket)
- Williams, Roger. . London: Bristol Book Publishing. 2018. ISBN 978-0-9928466-9-5.
- Wilton, Andrew. . New York: George Braziller. 1982. ISBN 978-0807610466.

## 外部連結
- 国家艺术博物馆中的透纳 （页面存档备份，存于）
- 透纳画廊
- 透纳家族 （页面存档备份，存于）
- 奥尔尕画廊J中的透纳 （页面存档备份，存于）
- 特威肯汉博物馆中的透纳 （页面存档备份，存于）
- 藝術家傳記 （页面存档备份，存于）
- 透纳协会 （页面存档备份，存于）

1. ↑  Haskell, Francis. . New York Review of Books. December 1, 1966, 7 (10)  [27 March 2025]. （原始内容存档于2025-03-23）.